# Лана дел Реј
Елизабет Вулриџ Грант (енгл. Elizabeth Woolridge Grant; Њујорк, 21. јун 1985), позната као Лана дел Реј (енгл. Lana Del Rey), америчка је певачица и текстописац. Њена музичка каријера препозната је од стране критичара по свом квалитету и са преокупацијом тема трагичне романсе, гламура и меланхолије и референцама на популарну културу, посебно 1950-их и 1960-их.
Одрасла у северном делу Њујорка, Лана се 2005. преселила у Њујорк Сити како би започела своју музичку каријеру. Након више пројеката, укључујући дебитантски албум и неиздатог Sirens, Ланина каријера почиње 2011. након виралног успеха њеног сингла „Video Games”. Касније током исте године потписује уговор са музичким издавачким кућама Interscope и Polydor. Њен главни дебитантски албум Born to Die доживео је интернационални успех и садржи њен први топ десет сингл „Summertime Sadness” са Билборд хот 100. Касније, Лана издаје албуме Ultraviolence и Lust for Life који су се нашли на првом месту америчког Билборд 200, као и Paradise and Honeymoon који су се нашли на топ десет местима. Била је номинована за Греми за најбољи поп вокални албум за Paradise и Lust for Life.
Лана је урадила неколико песама за саундтрекове филмова, од којих су најзначајније „Young and Beautiful” за Велики Гетсби и истоимену песму за Велике очи, које су добиле Греми и Златни глобус номинације. Лана је написала и глумила у филмском мјузиклу Тропико, као и у кратким филмовима који прате њен рад укључујући „Ride”, „National Anthem” и „Freak”.
Њен званични Јутјуб канал је акумулирао око 3,1 милијарде прегледа до 9. новембра 2018, са једанаест спотова који имају више од сто милиона прегледа.

## Биографија

### Детињство и младост
Грантова је рођена у Њујорку, а одрасла у Лејк Плесиду, у савезној држави Њујорк. Када је имала петнаест година, отишла је из школе у Лејк Плесиду у интернат у Конектикату. Ћерка је милионера и инвеститора у домене, Роба Гранта. У једном интервјуу је изјавила како је желела да буде у бенду, али издавачка кућа са којом је имала уговор, као и тим са којим је сарађивала хтели су да буде соло извођач, а име Лана дел Реј осмислили су менаџери у последњих 5 година, који су мислили да више одговара свету музике.
Године 2010, у продају је пуштен EP назван Kill Kill. Био је то њен први професионално произведен ЕП, објављен под сценским именом Лана дел Реј за независну издавачку кућу са продуцентом Дејвидом Кајном. ЕП је био доступан за куповину на Ајтјунсу једно кратко време, пре него што је повучен из продаје, из још неразјашњених разлога.
Дана 2. септембра исте године, сарађивала је са Рејом Дејвисом, Џулијет Луис и Клаусом Ворманом за емисију MTV Unplugged у којој је била шведска рок група Мандо дијао, а емисија је снимљена у студију у Берлину. Емисија, заправо концерт, је емитован на телевизији и објављен на ЦДу и ДВДу под називом Above and Beyond крајем 2010. године.

### 2011—2012: албум
Пуштање албума Born to Die заказано је за крај јануара 2012. године. Песма Video Games освојила је награду Best New Track коју додељује Pitchfork Media, а нашла се и у једној епизоди ТВ серије Ringer, која се емитује на каналу CW. Њен деби сингл Video Games/Blue Jeans, објавила је издавачка кућа Stranger Records у октобру 2011. године, а карте за њен концерт у Лондону продате су за мање од пола сата.
ЕП за оба сингла, Video Games и Blue Jeans, достигао је првих пет у САД на ајтјунсовој листи само неколико сати након објављивања. У октобру 2011, извела је Video Games уживо у емисији Later... with Jools Holland, што је био њен први наступ на телевизији у Великој Британији.
Дана 7. новембра 2011, сингл Video Games појавио се у серији Gossip Girl, као и у британској ријалити ТВ емисији, The Only Way Is Essex. Недељу дана касније, 14. новембра, сингл Blue Jeans је изведен у Made in Chelsea, такође ријалити ТВ емисији.
Дана 1. децембра 2011, Лана Дел Реј објављује други званични сингл Born to Die на сајту Јутјуб, а 14. децембра и званични спот за ову песму. Сингл је пуштен у продају 23. јануара 2012, на албуму под истим називом, који је изашао 30. јануара. Истог дана када је објавила песму, Лана је преко своје Фејсбук странице објавила омот албума.

## Дискографија
Студијски албуми
- (2010)
- (2012)
- (2014)
- (2015)
- (2017)
- (2019)
- (2021)
- (2021)
- (2023)

### Музички спотови
| Спот                              | Година | Режисер                     |
| --------------------------------- | ------ | --------------------------- |
| Video Games                       | 2011   |                             |
| Born to Die                       | 2011   | Yoann Lemoine               |
| Blue Jeans                        | 2012   | Yoann Lemoine               |
| National Anthem                   | 2012   | Ентони Мандлер              |
| Summertime Sadness                | 2012   | Kyle Newman,Spencer Susser  |
| Blue Velvet                       | 2012   | Johan Renck                 |
| Ride                              | 2012   | Ентони Мандлер              |
| Burning Desire                    | 2013   | Anthony Shurmer             |
| Chelsea Hotel No. 2               | 2013   | Anthony Shurmer             |
| Young and Beautiful               | 2013   | Chris Sweeney,Sophie Muller |
| West Coast'                       | 2014   | Vincent Haycock             |
| Shades of Cool                    | 2014   | Џејк Нава                   |
| Ultraviolence                     | 2014   | Francesco Carrozzini        |
| High by the Beach                 | 2015   | Џејк Нава                   |
| Music to Watch Boys To            | 2015   | Kinga Burza                 |
| Freak                             | 2016   | Лана дел Реј                |
| Love                              | 2017   | Рич Ли                      |
| Lust For Life                     | 2017   | Рич Ли                      |
| White Mustang                     | 2017   | Рич Ли                      |
| Mariners Apartment Complex        | 2018   | Chuck Grant                 |
| Venice Bitch                      | 2018   | Chuck Grant                 |
| Fuck It I Love You & The Greatest | 2019   | Рич Ли                      |
| Doin' Time                        | 2019   | Рич Ли                      |
| Don't Call Me Angel               | 2019   | Хана Лукс Дејвис            |
| Norman Fucking Rockwell           | 2019   | Chuck Grant                 |
| Chemtrails Over The Country Club  | 2021   | Chuck Grant                 |
| White Dress                       | 2021   | Constellation Jones         |
| Arcadia                           | 2021   | Лана дел Реј                |
| Arcadia (Alternate Video)         | 2021   | Лана дел Реј                |
| Blue Banisters                    | 2021   | Лана дел Реј                |